# كارين براون
كارين براون (9 سبتمبر 1963 - ) (بالإنجليزية: Karen Brown)‏ هي لاعبة كريكت أسترالية. شاركت مع منتخب أستراليا الوطني للكريكت.

## وصلات خارجية
- كارين براون على موقع إي آس بي آن كريك إنفو (الإنجليزية)